# Chiesa di San Gioacchino (Messina)
La chiesa di San Gioacchino era un tempio eretto nel 1645 vicino alla chiesa dell'Annunziata dei Chierici regolari teatini.

## Storia

### Epoca rinascimentale
Luogo di culto edificato per garantire la continuità dell'esposizione perpetua del Santissimo Sacramento in tutte le ore del giorno, usanza introdotta dalla Compagnia di Gesù e poi estesa in tutto il mondo. Nel tempio era attestata la Compagnia dei Musici presso la Cappella di Santa Cecilia. In seguito la compagnia edificò un proprio luogo di culto sotto il titolo di «Santa Cecilia de' Musici».
Nel 1712 un evento miracoloso, la lacrimazione di un Bambinello di cera, acquistato dal sacerdote Domenico Fabris, congiuntamente alla presenza del Presepe realizzato all'interno, contribuì ad aggiungere all'edificio l'appellativo di «Nuova Betlemme».
La solenne consacrazione del tempio fu presieduta dall'arcivescovo Giuseppe Migliaccio il 23 febbraio 1721. Da quella data e fino al 1860, il Senato di Messina, ogni anno, la mattina del 23 febbraio anniversario del miracolo, si impegnò ad omaggiare il Bambinello, offrendo un cero di venti libre.

### Epoca contemporanea
La chiesa fu distrutta dal terremoto di Messina del 1908, il Bambinello fu temporaneamente ospitato nella cattedrale baraccata e in seguito trasferito nella restaurata chiesa di Gesù e Maria delle Trombe. I manufatti scampati al disastro furono trasferiti nella chiesa di San Luca.

## Architettura
Grazie all'evento miracoloso furono riedificati il Cappellone, tre cappelle laterali, e fu istituita la Congregazione del Santo Presepe per opera del sacerdote Domenico Fabris.
- Prima campata: Cappella dei Pastori. Sulla sopraelevazione dell'altare il dipinto raffigurante i Pastori, opera di Giovanni Tuccari del XVIII secolo.[1][2][4][7]
- Seconda campata: Cappella di San Carlo Borromeo. Sulla sopraelevazione dell'altare il dipinto raffigurante San Carlo Borromeo, opera di Antonino Alberti detto il Barbalonga del XVII secolo.[1][2][4][7] Nello stesso ambiente è documentato la  Discesa al Limbo, dipinto, opera di Albrecht Dürer del XVI secolo.[1][2][7][8]
- Terza campata: Cappella di San Gioacchino. Sulla sopraelevazione dell'altare il dipinto raffigurante Sant'Anna e San Gioacchino, opera di Alonso Rodriguez del XVII secolo.[1][2][7][8]

Sono altresì documentate:
- Cappella del Santissimo Crocifisso. Crocifisso, scultura in legno di cipresso, opera di Santo Siracusa.[7][8]
- Cappella di Santa Cecilia ambiente patrocinato dalla Compagnia dei Musici.[5]

## Opere
- XVII secolo, Risurrezione di Lazzaro, dipinto, opera di Abraham Casembroot.[1][2][8]
- XVII secolo, Maddalena che lava i piedi al Salvatore, dipinto, opera di Abraham Casembroot.[2][8]
- XVII secolo, Flagellazione, dipinto, opera di Abraham Casembroot.[2][8]
- 1639, San Gregorio celebrante messa, dipinto, opera di Giovanni Battista Quagliata[1][2][7][8] sottoposto a recente restauro e custodito nel Museo regionale di Messina.
- 1667, Sant'Ilarione moribondo, dipinto proveniente dalla chiesa di Sant'Orsola, opera di Agostino Scilla.[1][8][9]
- XVIII secolo, Presepe, opera di Placido Paladino e Giovanni Rossello.
- XVI secolo, Natività del Signore, dipinto, opera di scuola veneziana.[1][2]

## Oratorio della Natività
- XVIII secolo, Ciclo, affreschi sul tema dell'Apocalisse, opere di Giovanni Tuccari.[2][8]
- XVIII secolo, Ciclo, affreschi sul tema della Gloria dei Angeli, opere di Antonio Filocamo.
- Libreria con bozzetti e disegni originali di pitture in particolare di Agostino Scilla.[2][8]

## Congregazione del Santo Presepe
Sodalizio attestato.

## Compagnia dei Musici
Sodalizio attestato presso la Cappella di Santa Cecilia.

## Luoghi di culto limitrofi

### Chiesa dei Crociferi
La chiesa dei Crociferi e la «Casa dei Crociferi» documentati a partire dal 1599 erano edifici di culto edificati su terreni ove sorgevano rispettivamente la chiesa dei Santi Cosma e Damiano e la chiesa dei Santi Pietro e Paolo dei Pisani.
Dopo le distruzioni causate dal terremoto di Messina del 1908, l'Ordine dei Chierici regolari Ministri degli Infermi si è insediato nelle nuove strutture e chiesa di San Camillo completati nel 1932.

### Chiesa di Sant'Andrea Avellino

#### Casa dei Teatini

Palazzo dei Tribunali

- Palazzo dei Tribunali

### Chiesa di Sant'Orsola
Oratorio e Confraternita di Sant'Antonio di Padova attestata a partire il primo quarto del XIV secolo.
- 1667, Sant'Ilarione moribondo, dipinto commissionato ad Agostino Scilla,[1][8][9] in seguito trasferito nella chiesa di San Gioacchino.

Dopo il 1908 il titolo è stato trasferito presso la chiesa di Gesù Sacramentato o chiesa di Sant'Orsola di viale Giostra. Dal 2 febbraio 1916 la struttura è sede della Congregazione delle Ancelle Riparatrici del Sacro Cuore di Gesù.

### Chiesa di San Francesco di Paola

#### Opere
- 1520, Deposizione, dipinto raffigurante la Vergine Maria, Gesù Cristo, San Giovanni e San Francesco, opera autografa recante l'iscrizione "Hoc opus fecit Alfonczu Francu Argenteru 1520", opera di Alfonso Franco.[22]